# Bertram Mackennal
Sir Edgar Bertram Mackennal, spesso noto semplicemente come Bertram Mackennal (Melbourne, 12 giugno 1863 – Torquay, 10 ottobre 1931), è stato uno scultore e medaglista australiano, noto soprattutto per aver disegnato delle monete e dei francobolli con il ritratto del re Giorgio V. Firmava le sue opere con "BM".
Era un esponente del modernismo e del simbolismo, nonché uno dei pochi artisti che piacevano al re Giorgio V, e, pertanto, fu scelto per creare molte sculture del re nei suoi ultimi anni. Alcune delle sue opere più celebri comprendono delle statue di Giorgio che si trovano a Delhi e Madras.

## Biografia

### Primi anni
Bertram Mackennal nacque a Fitzroy, alla periferia di Melbourne, secondogenito di due genitori entrambi di origine scozzese. Sua madre era Annabella, Hyde da nubile, e suo padre era John Simpson Mackennal, un "artista e scultore di spicco melburniano". Il fratello di Bertram, Horace John Mackennal (morto il 28 giugno 1949), sarebbe diventato un architetto importante che avrebbe ideato molti grandi progetti architettonici nel Victoria in qualità di direttore dei lavori del Commonwealth per il Victoria (1912–1939).
John Mackennal fornì a Bertram la sua prima educazione, che fu seguita dagli studi alla scuola di disegno alla galleria nazionale di Melbourne, che egli frequentò dal 1878 al 1882. Marshall Wood, uno scultore inglese in visita, gli consigliò di recarsi in Europa e gli promise un impiego. Mackennal se ne andò a Londra nel 1882 per studiare alle National Gallery Schools, scoprì che Wood era morto e condivise uno studio con Charles Douglas Richardson e Tom Roberts. Nel 1884 visitò Parigi per degli studi ulteriori e sposò una compagna di studi, Agnes Spooner.

### Carriera
Al ritorno in Inghilterra, Mackennal venne nominato capo della modellazione e del disegno alle fabbriche di ceramica di Coalport, nello Shropshire, all'inizio del 1886. Nello stesso anno vinse un concorso per i rilievi scolpiti sulla facciata del Parlamento di Melbourne e tornò in Australia nel 1887 per eseguirli.

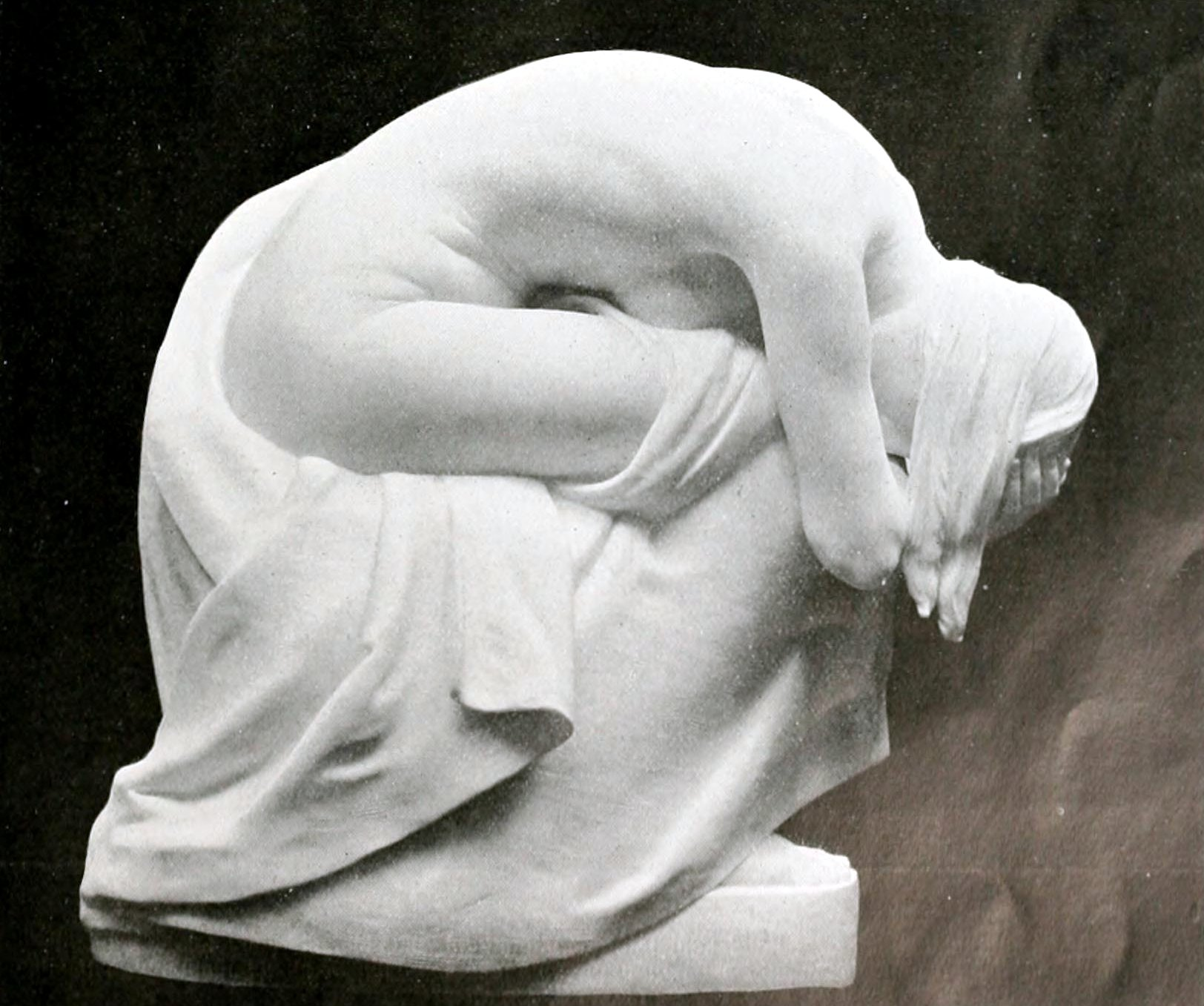
Dolore, ante 1898

In Australia, Mackennal ricevette altre commissioni, come la figura sopra la porta d'accesso delle Camere mercantili, a Collins Street, Melbourne. Mackennal incontrò inoltre una Sarah Bernhardt in visita che gli consigliò fortemente di lasciare l'Australia e di tornare a Parigi. Mackennal prese in prestito dei soldi da Frank Stuart e arrivò a Parigi nel 1891. La Tete d'une Saint ("Testa di un santo") del 1892 venne realizzata poco dopo il suo arrivo a Parigi. La Testa di un santo ritrae una donna moderna e contemporanea, con dei gigli elaborati. La versione in marmo della Testa di un santo venne esposta al Salone parigino del 1892, e si sa che esiste solo una versione in bronzo. Nel 1892, l'Argus riferiva che "il rilievo in marmo, per le sue dimensioni, è la cosa migliore del suo genere al Salone." Nel 1893 ebbe il suo primo successo quando la sua Circe a figura intera, oggi alla National Gallery of Victoria, ottenne una menzione al Vecchio Salone e suscitò molto interesse. In seguito fu esposta all'Accademia d'arte reale, e anche quì suscitò un grande interesse, in parte a causa del pudore esagerato del comitato che insisteva affinché la base fosse coperta. Egli fu il primo australiano a esporre all'accademia reale. Le commissioni iniziarono ad arrivare, tra cui le figure Oceana e Dolore per l'Union Club di Sydney. Due commissioni melburniane lo fecero tornare in Australia nel 1901: il memoriale per sir William Clarke, primo baronetto ai Treasury Gardens di Melbourne, e le sculture per il memoriale a Springthorpe di Kew.

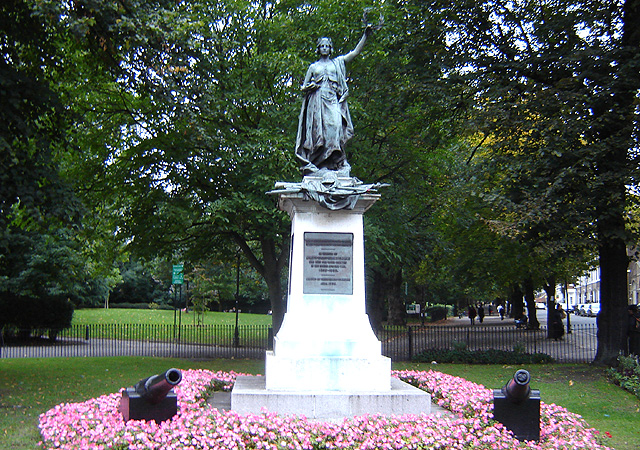
Il memoriale della guerra boera a Islington, del 1903.

Mackennal tornò a Londra, e tra le sue opere di questo periodo c'erano il bel frontone per l'ufficio del consiglio del governo locale a Westminster, un memoriale della guerra boera per Islington e delle statue della regina Vittoria per Ballarat, Lahore e Blackburn. Nel 1907 il suo gruppo di marmo La terra e gli elementi venne acquistato dalla National Gallery of British Art con il lascito di Chantrey, e nel 1908 anche la sua Diana ferita fu acquistata dalla nazione. Questo successo doppio portò Mackennal in grande risalto, ed egli venne eletto socio dell'accademia reale nel 1909, divenendo il primo australiano a cui fu concesso questo onore. Realizzò anche i modelli delle medaglie per i giochi olimpici di Londra del 1908.

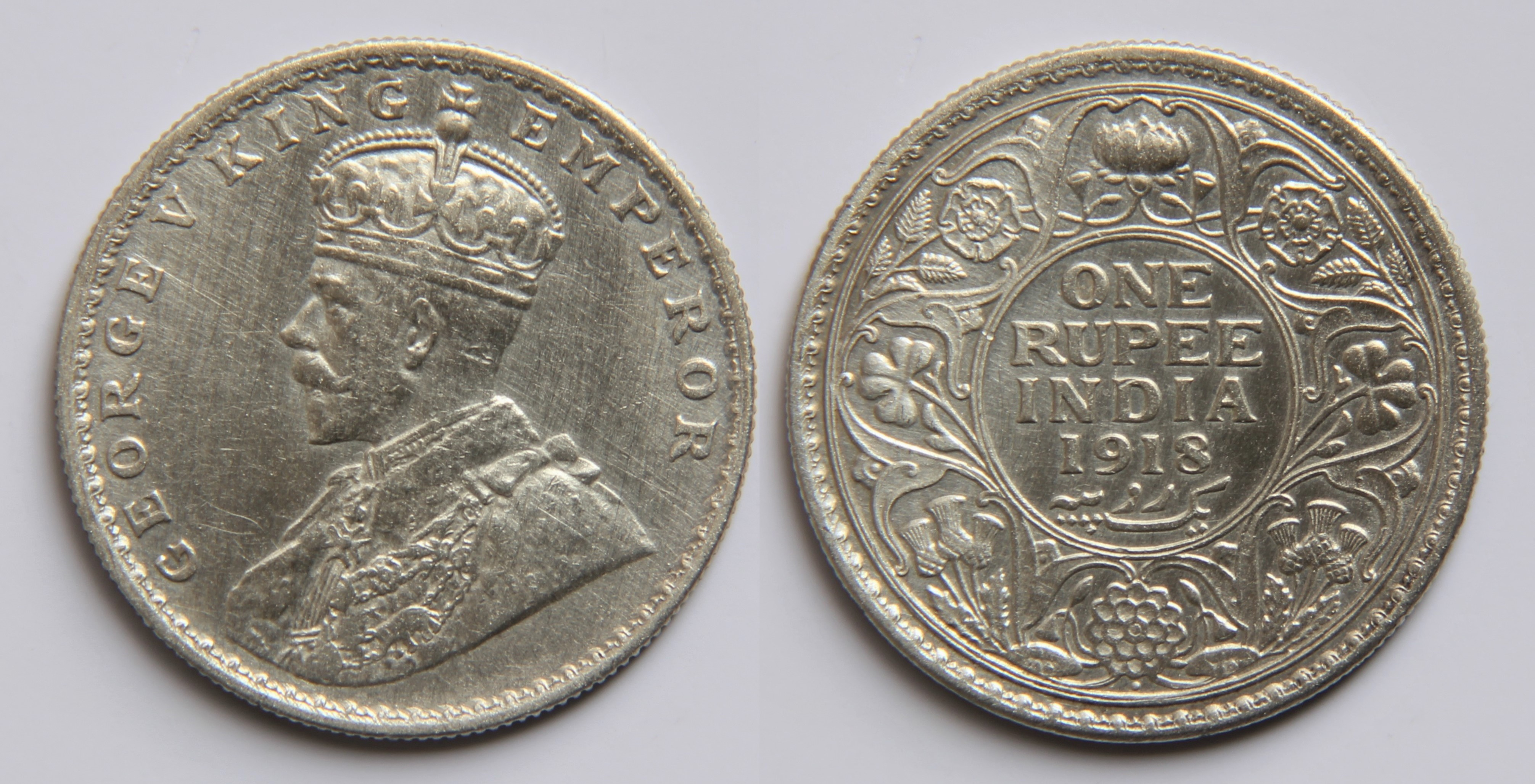
Una rupia indiana con il volto di Giorgio V, disegnato da Mackennal, coniata nel 1918 alla zecca di Calcutta.

Nel 1910 Mackennal progettò la medaglia per l'incoronazione del re Giorgio V e ottenne una commissione importante per il disegno del dritto (la testa del monarca) della nuova monetazione necessaria per il nuovo regno dal 1911, dal quale sviluppò il nuovo disegno per la testa del re nei francobolli britannici. Una sua opera importante successiva fu il memoriale a Thomas Gainsborough di Sudbury, che fu seguito dal monumento funebre del re Edoardo VII nella cappella di San Giorgio a Windsor. Mackennal scolpì inoltre delle statue di Edoardo VII per Londra, Melbourne, Calcutta e Adelaide.
Mackennal fu il primo australiano a diventare cavaliere. Divenne un cavaliere commendatore dell'Ordine vittoriano nel 1921 grazie a sua maestà il re Giorgio V in occasione dello svelamento della statua equestre del re Edoardo VII a Londra.

### Ultimi anni
Tra le ultime opere di Mackennal si citano il nudo maschile Here I Am per il memoriale di guerra dell'Eton College, il memoriale di guerra del Parlamento ai membri caduti di entrambe le camere del parlamento londinese, le figure del soldato e del marinaio per il cenotafio nella  Martin Place di Sydney, la statua bronzea del re Giorgio V al vecchio palazzo del Parlamento di Canberra e la testa della Vittoria, presentata al Commonwealth dall'artista, sempre a Canberra. Completò il memoriale al Desert Mounted Corps presso il canale di Suez basandosi sui progetti di Charles Web Gilbert poco prima della sua morte. Sir Bertram Mackennal morì improvvisamente a causa della rottura di un aneurisma addominale nella sua casa di Watcombe Hall, vicino Torquay, nel Devon, il 10 ottobre 1931; lasciava una moglie e una figlia.

## Opere

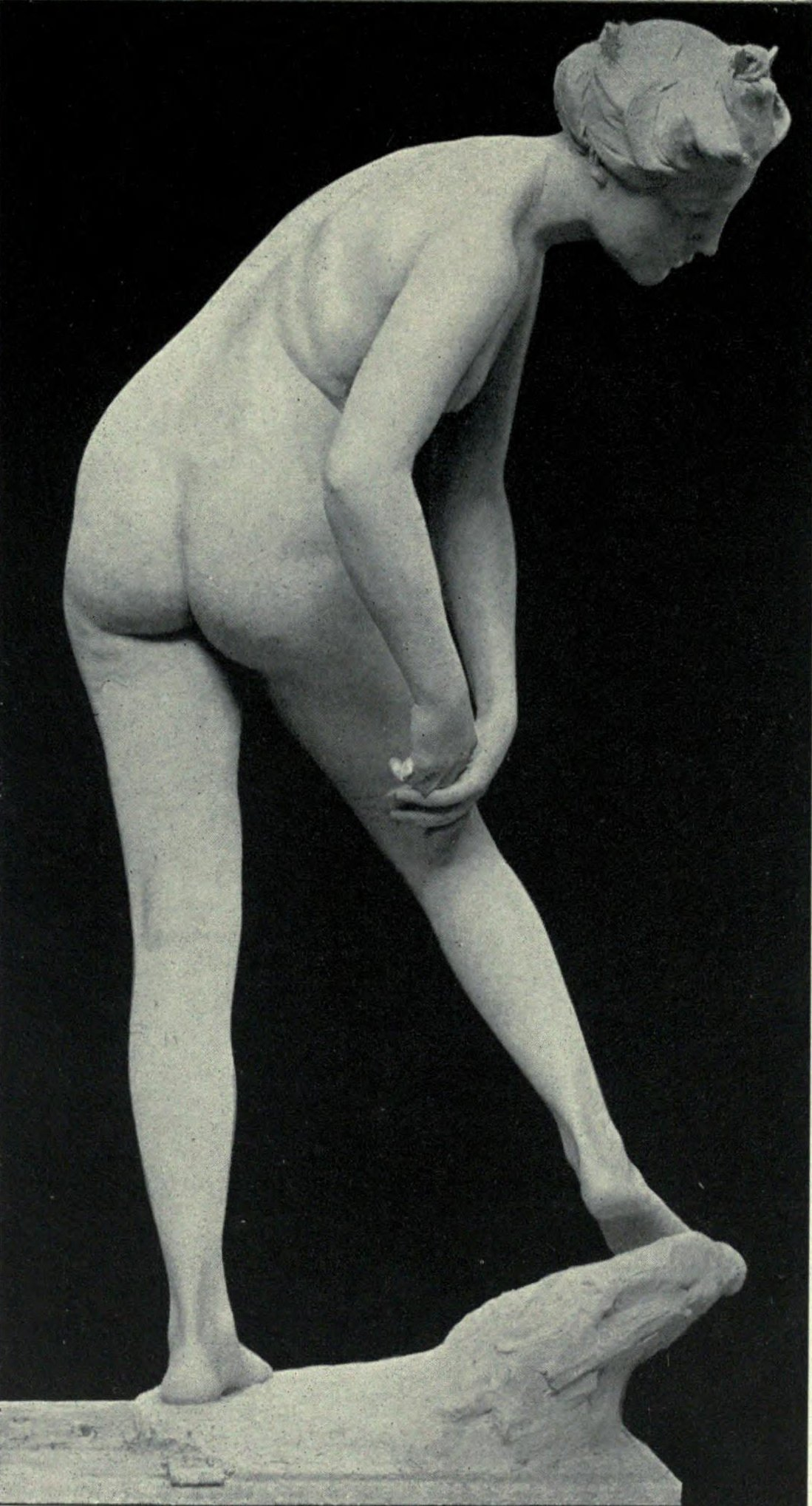
Diana ferita, Tate Gallery, 1908

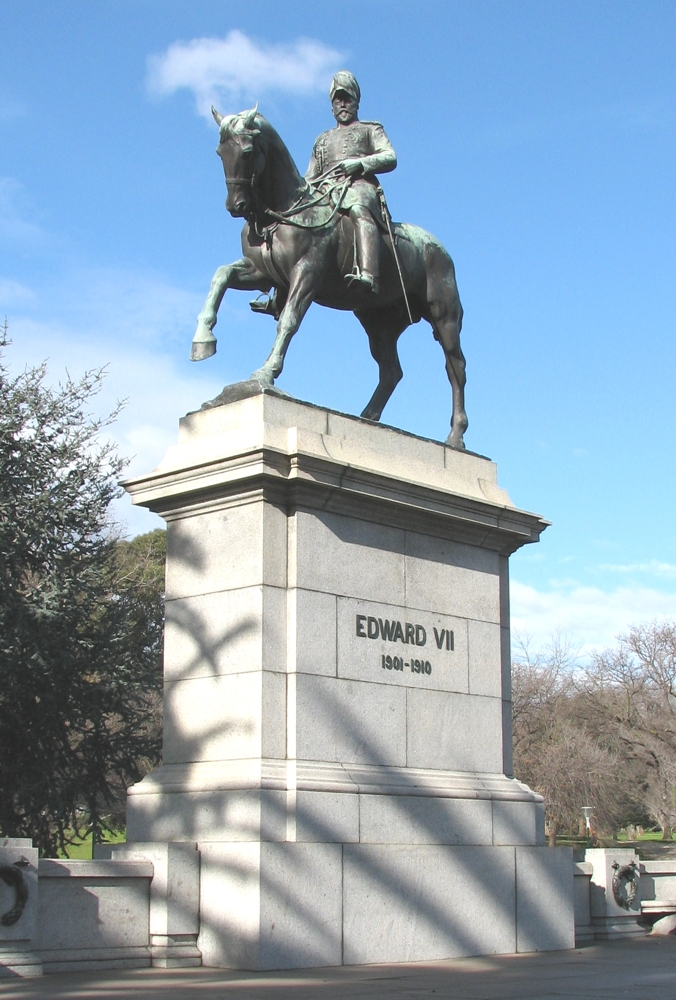
Re Edoardo VII, Melbourne, 1920

- Cinque vergini stolte, rilievo (esposto nel 1886)
- Rilievi scolpiti, casa del Parlamento, Melbourne (installati nel 1887)
- Louis Buvelot, busto, National Gallery of Victoria (1892)[7]
- Testa di un santo, busto in marmo, esposto al Salone di Parigi (1892), un singolo rilievo in bronzo esiste dal 1892.
- Circe, figura in bronzo, National Gallery of Victoria (esposta nel 1893)[7]
- Sarah Bernhardt, busto (1893), esposto al Salone di Parigi del 1894[8]
- Verità, statuetta in bronzo, Galleria d'arte del Nuovo Galles del Sud (1894)[9]
- For She Sitteth on a Seat in the High Places of the City (Rahab), location unknown, (exhibited 1895)
- Figura sopra un portale, Camere mercantili, Collins Street, Melbourne
- Frontone, New Government Offices, Whitehall, Westminster, Londra (1898)
- Dame Nellie Melba, busto, Royal Opera House, Covent Garden, Londra (1899)
- Regina Vittoria, bronzo, giardini dell'ambasciata britannica, Bangkok (1900)
- Regina Vittoria, statue, Ballarat, Lahore e Blackburn (1901 circa)
- Oceana, Union, University & Schools Club, Sydney
- Dolore, Union, University & Schools Club, Sydney
- Memoriale a Springthorpe, cimitero generale di Boroondara, Kew (1901)
- Sir William John Clarke, Treasury Gardens, Melbourne (1901)
- Memoriale della guerra boera, Highbury Fields, Islington (1903)
- La danzatrice, statua in bronzo, Galleria d'arte del Nuovo Galles del Sud (1904)[10]
- Bellona, giardino delle sculture, Memoriale di guerra australiano, Canberra (sculpted 1906)
- Memoriale a Sir Peter Nicol Russell, cimitero di East Finchley, Londra e università di Sydney (1906–09)
- La terra e gli elementi, gruppo di marmo, Tate Gallery (exhibited 1907)
- Sir William Howard Russell, busto, cripta della cattedrale di San Paolo, Londra (1907)
- Medaglie dei giochi olimpici, Londra, 1908[3]
- Diana ferita, bronzo, Tate Gallery (acquistata nel 1908)
- Saffo, bronzo, Galleria d'arte del Nuovo Galles del Sud (1909 circa)[11]
- Monete e medaglie del re Giorgio V (firmate BM) e francobolli (1910)
- Tomba di Edoardo VII (con Edward Lutyens), cappella di San Giorgio del castello di Windsor (commissionata nel 1910)
- Memoriale nazionale a Thomas Gainsborough, Sudbury, Suffolk
- Apollo, Taplow Court, Buckinghamshire.
- Re Giorgio V, statua di marmo, un tempo situata alla stazione di polizia del bazar dei fiori di Madras, ora al Rashtrapati Bhavan, Nuova Delhi (1916)[12]
- Re Edoardo VII, statua equestre in bronzo montata su un arco, Victoria Memorial Hall, Calcutta (1916)
- Re Edoardo VII, statua equestre in bronzo, Queen Victoria Gardens, Melbourne (inaugurata nel 1920)
- Re Edoardo VII, statua in bronzo (e figure affini), Adelaide (inaugurata nel 1920)
- Re Edoardo VII, statua equestre in bronzo, Waterloo Place, Londra (1921)
- Memoriale di guerra del Parlamento, Londra
- Memoriale di guerra, Corporation Park, Blackburn, Lancashire (1922)
- Memoriale di guerra, Cliveden House, Buckinghamshire, Inghilterra
- Here I Am, figura per il memoriale di guerra dell'Eton College (oggi alla National Gallery of Victoria) (1923)[7]
- Febo che guida i cavalli del Sole,  gruppo in bronzo, Australia House, The Strand, Londra, (installato 1923)
- Memoriale della prima guerra mondiale o Mother Courage, Caledonian Club, Belgravia, Londra (inaugurato nel 1923 dal vicepresidente, il feldmaresciallo Earl Haig, alla presenza di Sir Bertram)
- Cardinale Moran e Arcivescovo Kelly, cattedrale di Santa Maria, Sydney[1]
- Memoriale a Shakespeare, Shakespeare Place, Sydney (1926)
- Il cenotafio, Martin Place, Sydney (1929)
- Mary Curzon, Baronessa Curzon di Kedleston, effigie per la tomba nella chiesa di Ognissanti, Kedleston, Derbyshire (1913)
- George Curzon, I marchese Curzon di Kedleston, monumento, chiesa di Ognissanti, Kedleston (1931)
- Marchesa Curzon, statua, Carlton House Terrace, London
- Memoriale al Desert Mounted Corps, Porto Said (1931) (ora a Mount Clarence, Albany, Australia Occidentale)

## Galleria d'immagini

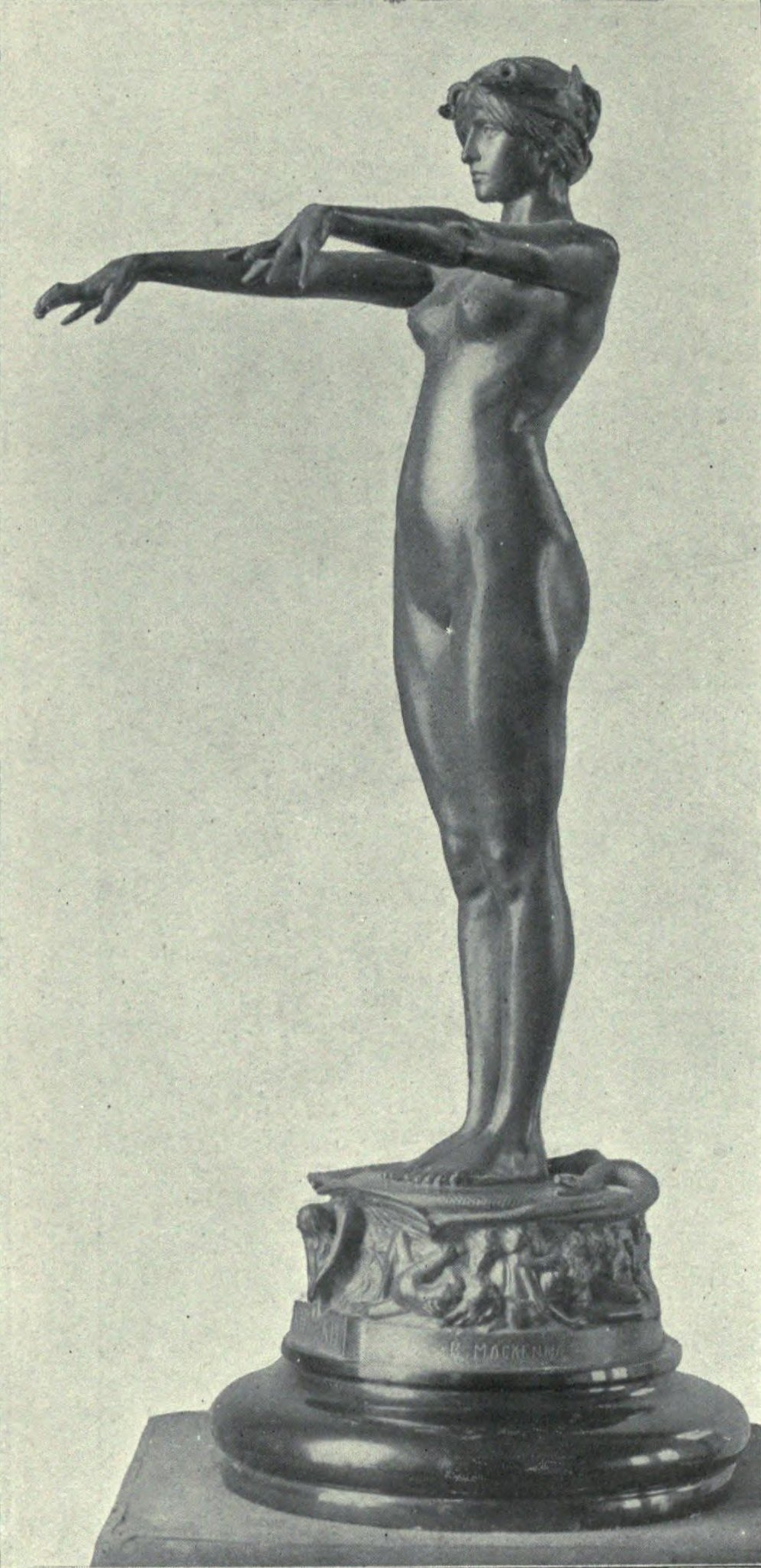
Circe, 1893 circa
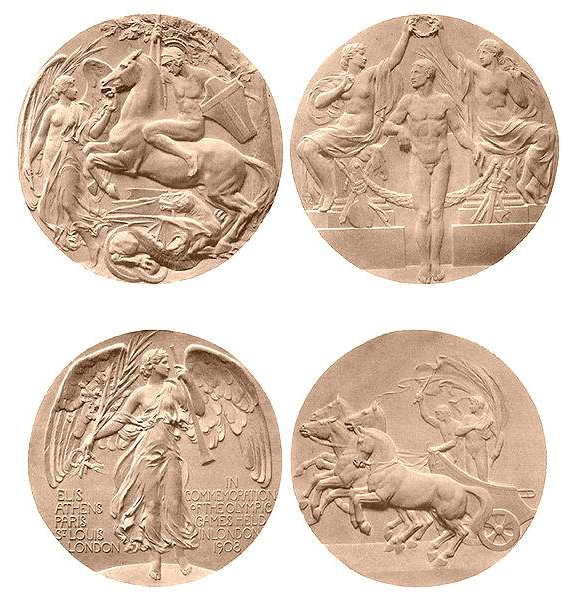
Le medaglie per le giochi della quarta Olimpiade del 1908
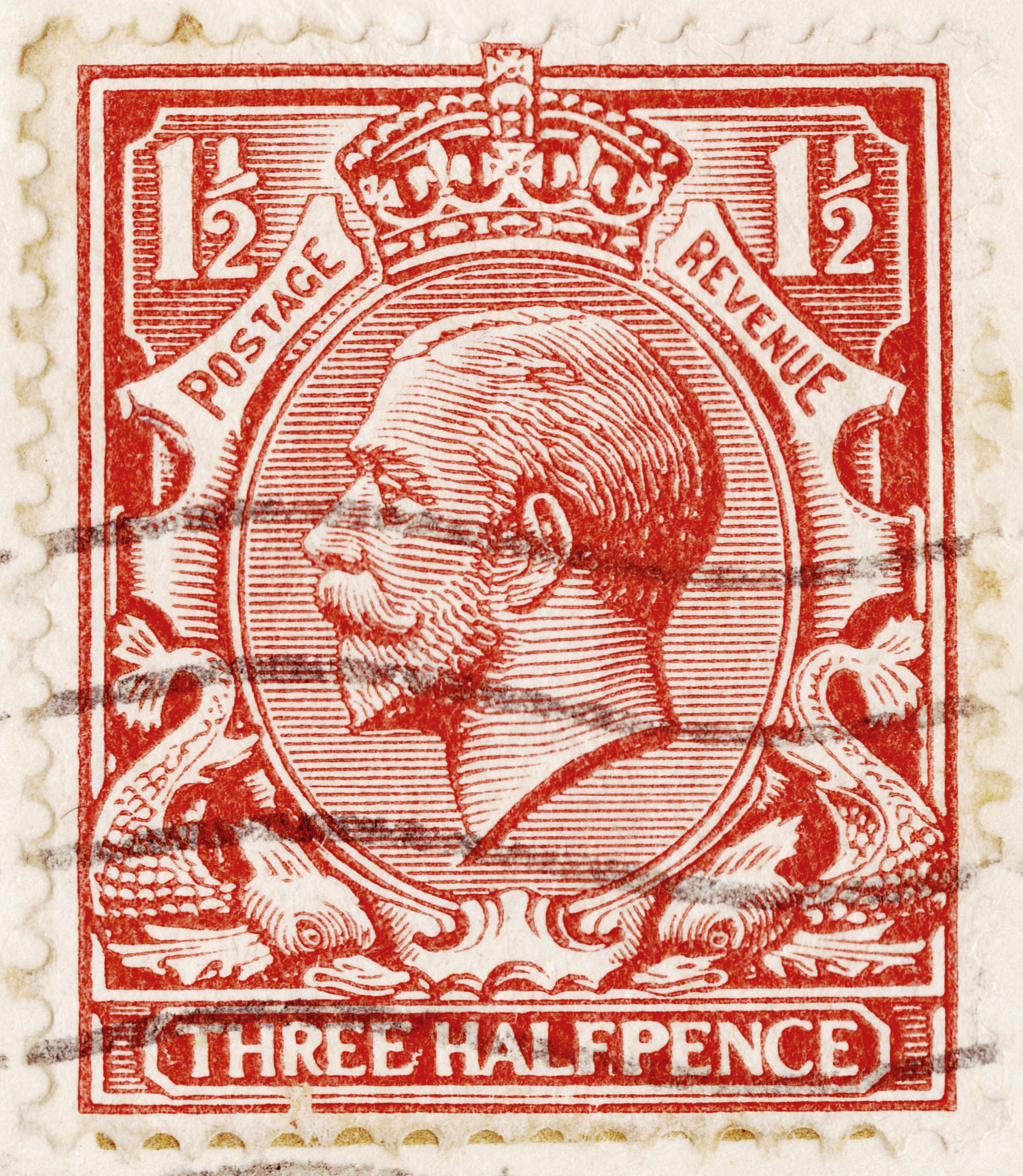
Un francobollo del 1912 con il ritratto del re Giorgio V di Mackennal
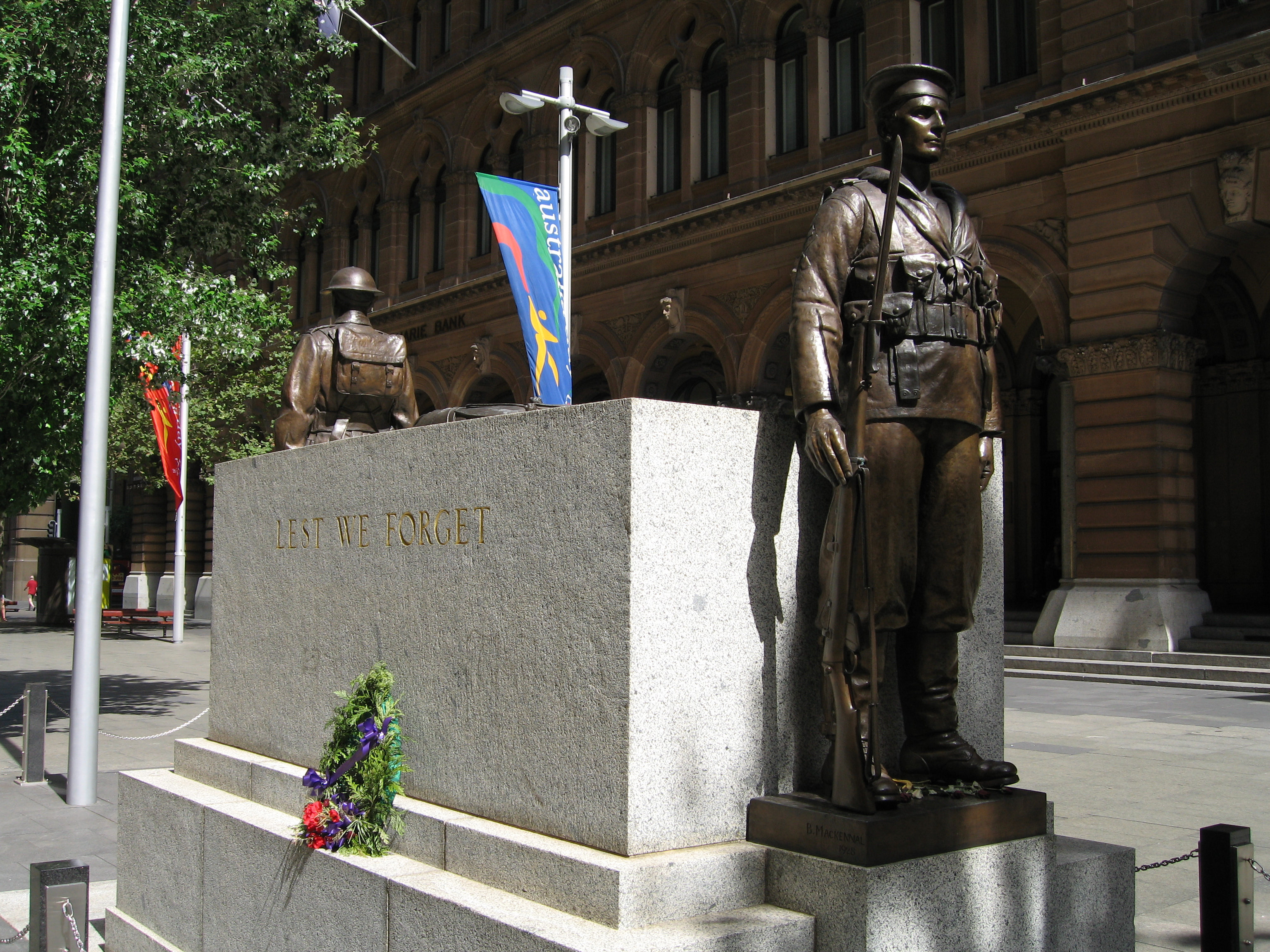
Il cenotafio, Martin Place, Sydney, 1929